# Cyclosa teresa
Cyclosa teresa är en spindelart som beskrevs av Levi 1999. Cyclosa teresa ingår i släktet Cyclosa och familjen hjulspindlar. Inga underarter finns listade i Catalogue of Life.